# 陳小薇
陳小薇（2000年—）是越南的模特兒與電影演員，出生於廣南省，曾經參加2018年的越南小姐選美活動獲得冠軍。